# Кинг Джордж V (линеен кораб, 1911)
Кинг Джордж V (на английски: HMS King George V) е британски линеен кораб. Главен кораб на едноименния проект. Първият британски линкор с това име (вторият е заложен през 1937 г.). Наречен е в чест на крал Джордж V, съпруг на кралица Мария.

## Конструкция
Водоизместимост 23 400 тона. Дължина максимална – 182,2 м. Ширина на корпуса 27,15 м, газене при нормална водоизместимост по носа – 7,8 м. Екипаж – 840 души изходно, на началото на 1916 г. съставлява 1114 души.

### Силова установка
4 парни турбини, 18 парни котли Babcock & Wilcox.

#### Далечина на плаване и скорост на хода
Проектната мощност съставлява 31 000 к.с., което трябва да осигури скорост на хода (при нормално натоварване) от 21,7 възела, а мощността от 27 000 к.с. осигурява ход от 21 възела. На 4 ноември 1912 г. на заводските изпитания на мерната миля в Плимът, в третия пробег развива мощност 33 022 к.с., средната честота на въртене на гребните валове съставя 339 об/мин, достига максимална скорост 22,373 възела. На приемо-предавателните изпитания кораба показва ход 22,127 възела.
Запас гориво, въглища: 2870 тона, нефт: 800 т, което осигурява далечина на плаване 5910 мили на 10-възлов ход или 3805 мили при 21-възлов.
Четирите трилопастни гребни винта и двата паралелни балансирни руля осигуряват добра управляемост.

### Брониране
Круповска броня.

### Въоръжение
10 – 13,5 дюймови оръдия в двуоръдейни кули. Разположението на противоминната артилерия е изменено – дванадесетте 102 мм оръдия могат да стрелят в носовия сектор, четири в кърмовия.

## Служба
е заложен в държавната корабостроителница в Портсмът на 16 януари 1911 г. Спуснат на вода на 9 октомври 1911 г. Главната енергетична установка е построена от фирмата на Чарлс Парсънс в завода в Уолсенд. В началото на XX век в Британия се появява традиция, съгласно която първият голям кораб, залаган след възкачването на престола на нов монарх се кръщава в негова чест. Кораба е наречен в чест на британския крал (от 1910 г.) Джордж V (1865 – 1936) от династията Уиндзор . Кръстник на кораба е самият английски крал Джордж V.
В началото на октомври 1912 г. започват заводските изпитания. Заедно с тях преминават изпитанията на цистерните-успокоители на люлеенето, които завършват неуспешно (цистерните впоследствие са приспособени за съхраняване на нефт).
На 14 ноември 1912 г. кораба влиза в състава на 2-ра ескадра от Флота на Метрополията. Неговото строителство продължава 23 месеца: стапелният период на построяване съставя 10 месеца, дострояването на вода – 13 месеца. Стойността на строежа е 1 961 096 фунта стерлинги.
От юни 1914 г. „Кинг Джордж V“ е флагмански кораб. Първата визита в чужбина е за тържествата, посветени на завършването на работите по разширяването на Килския канал. Това е единственият английски линкор, на борда на който се качва кайзера на Германия Вилхелм II.
Взема участие в Ютландското сражение под командването на капитана 1-ви ранг Ф. Л. Филд. Флагмански кораб на 2-ра ескадра линейни кораби, флаг на вицеадмирал сър Мартин Джерама Главен кораб на ескадрата след разгръщането на флота. Примерно в 19:07, от разстояние около 22 000 метра, първи открива огън по един от линейните кораби от типа „Кьониг“. От боя излиза без загуби.
Намира се в състава на Гранд Флийт около Северното крайбрежие на Германия при капитулацията на нейния флот.
„Кинг Джордж V“ макар и отписан от флота през 1919 г., се използва като учебен кораб в 1923 – 1926 г., и е разрязан за метал през 1926 г.